# دنيس جيبسون (رياضياتي)
دنيس جيبسون (بالإنجليزية: Dennis Gibson)‏ هو رياضياتي أسترالي، ولد في 1942.